# NTP Pool
NTP Pool est un projet de service réseau visant à faciliter la synchronisation automatique des horloges des ordinateurs connectés à Internet via le protocole NTP, en distribuant la charge du service sur un ensemble de serveurs de temps répartis dans le monde.
Pour cela, plusieurs mécanismes sont utilisés :
- l'emploi d'un grand nombre de serveurs de temps ;
- la notation de ceux-ci en fonction de leur temps de réponse et de leur fiabilité ;
- le groupement des serveurs en sous-groupes par continents, puis par pays (plus proches des clients sur le plan réseau), accessibles par des noms de domaines Internet (comme 0.europe.pool.ntp.org ou 2.fr.pool.ntp.org)[1].

## Les utilisateurs
Selon les statistiques du site officiel, l'ensemble de serveurs fournirait une heure fiable à plusieurs millions de clients. Certaines distributions Linux, notamment Ubuntu, proposent la synchronisation au pool pendant l'installation.

## Les fournisseurs
Les serveurs sont fournis bénévolement, aussi bien par des entreprises, des fournisseurs d'accès à Internet, que des particuliers qui disposent d'une adresse IP fixe. On recense en décembre 2015 environ 2 880 serveurs IPv4 et 1 130 serveurs IPv6 actifs.